# Bernd Bransch
Bernd Bransch, född 24 september 1944 i Halle an der Saale i Sachsen-Anhalt, Tyskland, död 11 juni 2022, var en tysk fotbollsspelare som spelade för Östtyskland och som tog OS-brons i fotbollsturneringen vid de olympiska sommarspelen 1972 i München. Vid de olympiska sommarspelen 1976 i Montréal blev det OS-guld.